# كريستيان هاوزر
كريستيان هاوزر (بالألمانية: Christian Hauser)‏ (13 يناير 1976 بغيرا في ألمانيا - ) هو لاعب كرة قدم ألماني في مركز الوسط. لعب مع بايرن ميونخ الثاني وبايرن ميونخ ودينامو دريسدن وكارل زايس يينا و1. FC Gera 03 ‏ وFSV Zwickau ‏.

## روابط خارجية
- كريستيان هاوزر على موقع قاعدة بيانات كرة القدم.إي يو (الإنجليزية)
- كريستيان هاوزر على موقع بيانات كرة القدم. دي إي (الألمانية)
- كريستيان هاوزر على موقع عالم كرة القدم.نت (الإنجليزية)